# Nowickia ferox
Nowickia ferox är en tvåvingeart som först beskrevs av Georg Wolfgang Franz Panzer 1809.  Nowickia ferox ingår i släktet Nowickia och familjen parasitflugor. Arten är reproducerande i Sverige. Inga underarter finns listade i Catalogue of Life.

## Bildgalleri

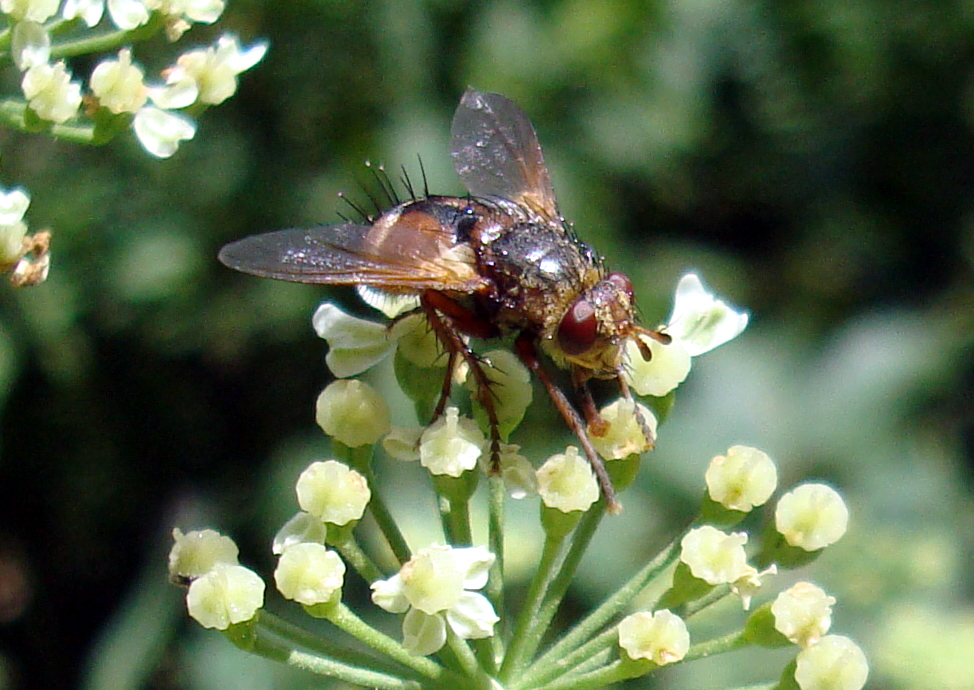